# Tine Beets-Damsté
Helbertine (Tine) Anna Cornelia Beets-Damsté, född 11 maj 1871 i Wilsum, Overijssel, död 25 juli 1954 i Leiden, var en nederländsk översättare. Hon var gift med Adriaan Beets. 
Beets-Damsté översatte på uppdrag av Maatschappij der Nederlandsche letterkunde i Leiden till nederländska Ewert Wrangels "Sveriges litterära förbindelser med Holland" ("De betrekkingen tusschen Zweden en de Nederlanden op het gebied van letteren en wetenschap", 1901). Hon skrev recensioner i "Museum" (till exempel av G. Ström, "Holländsk-svensk ordbok", 1916) och utgav åtskilliga översättningar till nederländska av Johan Jacob Ahrenberg ("Onze landsman", 1899, och "Kleinere schetsen", 1902), Juhani Aho ("Heusch een dame", 1904) och Frans Hedberg ("Op een dwaalspoor" och "De vastelander", 1911). Hon översatte även skrifter av Kálmán Mikszáth och Viktor Rákosi från ungerska till nederländska.